# Шодо

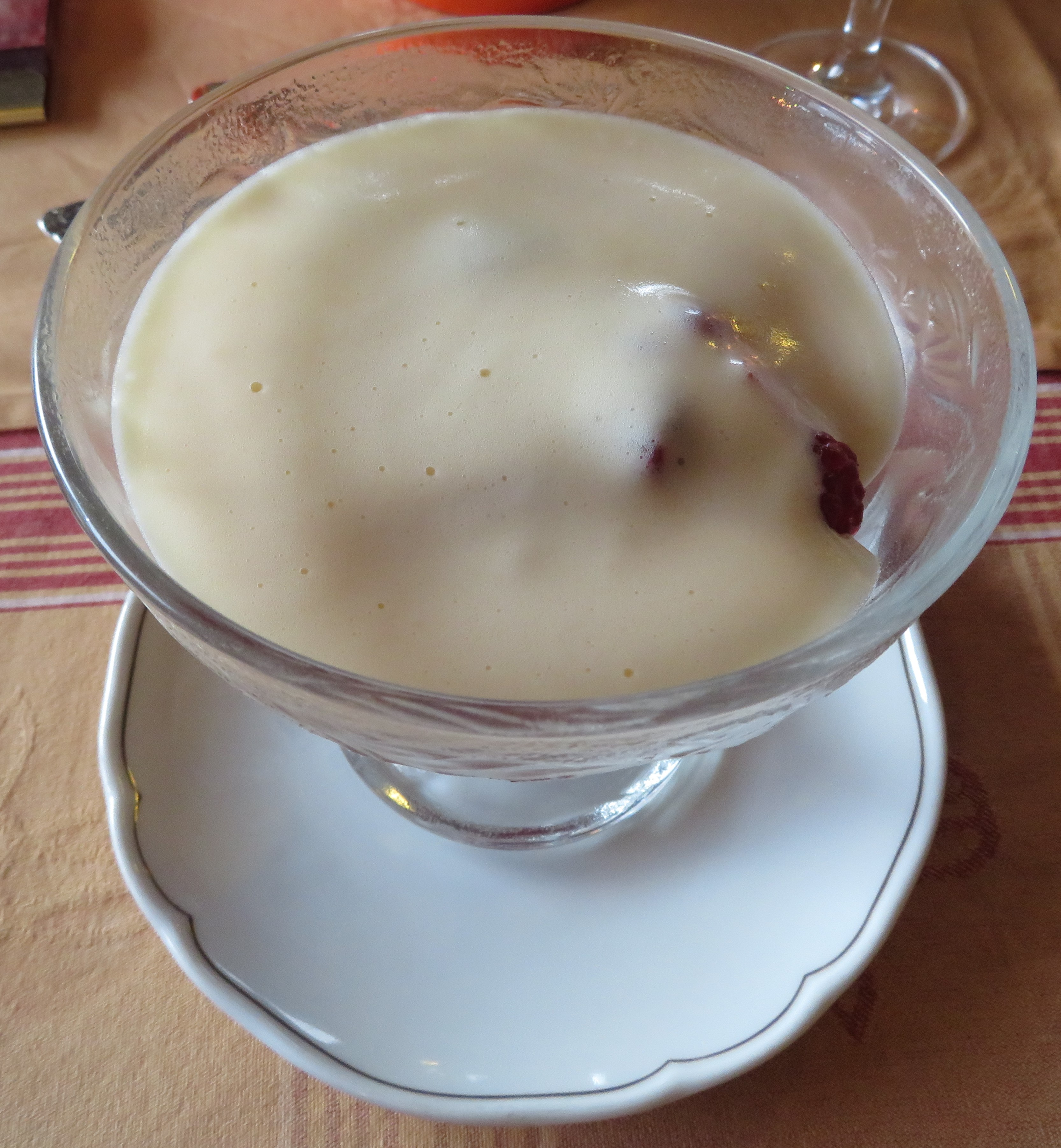
Шодо с ягодой

Шодо́ (фр. chaudeau, chaudau, от фр. chaud eau — тёплая вода) — французское сладкое блюдо, приготовляемое на водяной бане из желтков, взбитых на белом вине с сахаром.
Шодо был распространён во Франции на свадебных пиршествах ещё до триумфального шествия итальянского сабайона. Французские невесты готовили шодо к свадьбе для женихов.
Существенное значение в приготовлении имеет вино. Особо изысканным получается шодо из шампанского. В качестве заключительной нотки в шодо иногда добавляется чуть-чуть коньяка или шерри, а затем десерт украшается шапкой из взбитых сливок. Иногда шодо готовится из красного и розового вина.